# Inchy-en-Artois
Inchy-en-Artois är en kommun i departementet Pas-de-Calais i regionen Hauts-de-France i norra Frankrike. Kommunen ligger i kantonen Marquion som tillhör arrondissementet Arras. År 2022 hade Inchy-en-Artois 576 invånare.

## Befolkningsutveckling
Antalet invånare i kommunen Inchy-en-Artois
| Referens: INSEE |